# Fairbanks House (Massachusetts)
Das Fairbanks House in Dedham im Bundesstaat Massachusetts der Vereinigten Staaten ist das älteste noch existierende Holzfachwerkhaus in Nordamerika. Es wurde in den 1630er Jahren erbaut und ist heute als Museum zugänglich. 1960 wurde es als National Historic Landmark deklariert und 1966 in das National Register of Historic Places eingetragen.

## Architektur
Das Haus befindet sich bis heute – und damit seit mehr als 300 Jahren – im Besitz der Familie und wurde kontinuierlich an die sich verändernden Bedürfnisse angepasst. Zu Beginn handelte es sich um ein einfaches, zweistöckiges Gebäude mit Giebeldach und zwei Räumen auf jeder Etage. Allein der zentral angeordnete Kamin nahm eine Fläche von 2,5 m × 3 m ein. Es folgten diverse Anbauten, die das Haus um neue Räume erweiterten. Es wird vermutet, dass einige Teile der Täfelung im Inneren des Hauses im Original aus den 1630er Jahren erhalten sind. 1964 brach ein außer Kontrolle geratenes Auto durch eine der Außenwände und beschädigte das Gebäude, 1967 nahm es nochmals Schaden durch Brandstiftung. In beiden Fällen wurden die Schäden möglichst originalgetreu behoben, jedoch gingen die bis dahin vorhandenen ursprünglichen Materialien verloren.

## Historische Bedeutung
Das Jahr der Errichtung des ersten Gebäudebestandteils wird regelmäßig mit 1636 angegeben, jedoch besteht eine Unsicherheit von wenigen Jahren, da der aus Yorkshire stammende Johnathan Fairbanke, dessen Nachname im Laufe der Zeit zu „Fairbanks“ wurde und nach dem das Haus bis heute benannt ist, mit seiner Frau und sechs Kindern erst im September 1636 Dedham erreichte, nachdem er bereits drei Jahre in Boston gelebt hatte. Er betrieb erfolgreich Landwirtschaft und erwarb im Laufe der Zeit weitere Grundstücke. Mit dem Wachstum seines Unternehmens wuchs auch das Haus, um unter anderem auch seinen Arbeitern Wohnräume zu bieten. Seit 1903 befindet sich das Gebäude im Eigentum der Familienstiftung Fairbanks Family Association und ist für die Öffentlichkeit als Museum zugänglich.